# Mvouti
Mvouti aussi écrite comme Mvuti ou Vuti, est une localité de la République du Congo. Située dans le département du Kouilou à une altitude moyenne de 281 m, elle est le chef-lieu du district de Mvouti et possède une gare ferroviaire,.